# 매 (성씨)
매(梅)씨는 한국의 성씨이다.

## 한국 매씨 역사
매(梅)씨는 2000년 대한민국 통계청 인구조사에서 222명으로 조사되었다. 본관은 충주 매씨 와 해주매씨가 있다.
시조 매군서(梅君瑞)는 중국 산둥성 제남(濟南) 출신으로, 고려에 귀화하여 관직이 행성제공(行省提控)에 이르렀다.  그의 아들 매원저(梅原渚)가 조선 태종 때 관직이 가선 의주 목사(嘉善義州牧使)에 이르렀다. 3대손 매우(梅佑)는 통례문 봉례랑(奉禮郞)을 지냈다.
세종실록 81권의 기록에 따르면, 1439년(조선 세종 21년) 윤2월 2일 세종이 통례문 봉례랑(奉禮郞) 매우(梅佑)에게 충주를 관향으로 내렸다고 기록되어 있다.
조선시대 과거 급제자로는 매위영(梅煒英), 매세검(梅世儉) 등이 있다. 조선 중종 때 매한손(梅漢孫)은 아버지의 병환을 치유하기 위해 손가락을 베어 피를 먹였던 효자로 후에 정문이 건립되었다.

## 성이 매인 주목할만한 인물
- 동니(생명: Mai Hồng Ngọc, 한자: 梅紅玉(매홍옥), 1988 ~)는 베트남의 가수이다.